# 赤壁の戦い

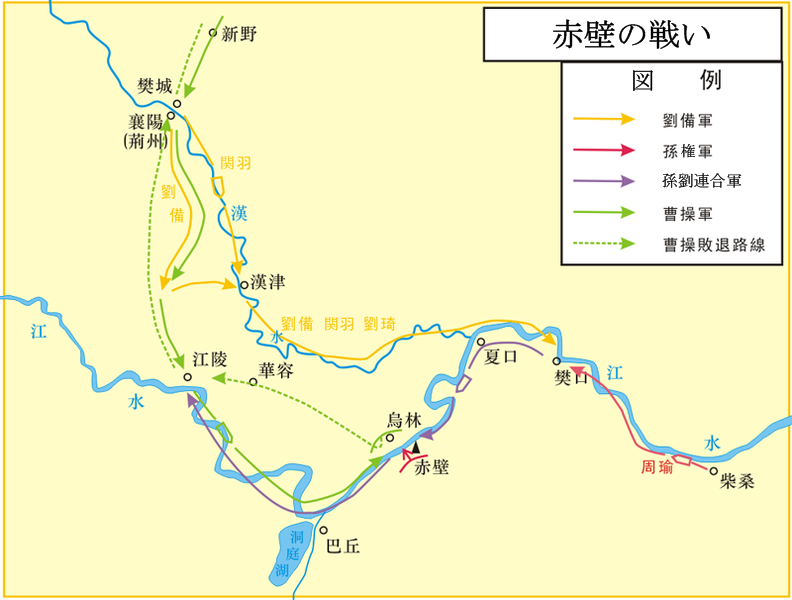
赤壁の戦い要図

赤壁の戦い（せきへきのたたかい、簡体字：赤壁之战、繁体字：赤壁之戰）は、中国後漢末期の208年、長江の赤壁（現在の湖北省咸寧市赤壁市）において起こった曹操軍と孫権・劉備連合軍の間の戦いである。

## 事前の経緯
河北を平定した曹操は、208年7月、荊州の牧であった劉表を攻めるため兵を率いて荊州へ南下したが、8月に劉表が死に、跡を継いだ劉琮は9月に曹操へ降伏した。荊州の一部の人間は曹操への降伏を拒み、劉表の客将であった劉備に付き従った。その数は十数万人にも上り行軍が遅れたため、劉備は関羽が率いる数百艘の船にこれを分乗させ、漢水を南下させた。
劉備は陸路で江陵を目指して南下し、途中で曹操の騎兵に追いつかれたものの長坂の戦いで生き延びた。劉表の弔問を建前に荊州の動向を探りに来ていた魯粛と面会し、1万人余りの軍勢の指揮を執っていた劉琦と合流しつつ、夏口へ到達した。曹操は劉表が創設した荊州水軍を手に入れ、南下して兵を長江沿いに布陣させた。

## 揚州の情勢
当時の孫権は会稽太守に過ぎず、揚州刺史は曹操が派遣した劉馥であった。劉馥は208年に死去し、帰順していた陳蘭・梅成・雷緒らが反乱を起こしたが、翌年までに夏侯淵・張遼・于禁・張郃・臧覇らに討伐されて滅んだ。
豫章太守の孫賁は曹操から征虜将軍に拝され、子を人質に出して帰順しようとしたが、呉郡太守の朱治に諌止された。孫賁の弟である廬陵太守の孫輔は、後に曹操に内通したことが発覚し、幽閉（ゆうへい）されている。

## 赤壁の戦い
数十万とも言われる兵と朝廷の権威を擁する曹操の大軍勢を前に、孫権の陣営は恐れを抱き、張昭らは降伏を説いた。しかし魯粛だけは抗戦を説き、鄱陽に出ていた周瑜を呼び戻させた。
周瑜は
「中原出身の曹操軍は水軍による戦いに慣れておらず、土地の風土に慣れていないので疫病が発生するだろう。それに曹軍の水軍の主力となる荊州の兵や、袁紹を下して編入した河北の兵は、本心から曹操につき従っているわけではないのでまとまりは薄く、勝機はこちらにある」
と分析し、孫権に抗戦を説いた。
『三国志』呉書魯粛伝によると、
魯粛から孫権と同盟を結び曹操と対抗するよう説かれた劉備は、諸葛亮を使者として派遣して孫権と同盟を結んだ。一方、『三国志』蜀書諸葛亮伝によると、諸葛亮が孫権との同盟を献策し、劉表の弔問に来ていた魯粛を伴って孫権と面会した。。
諸葛亮は、「曹操の兵が強行軍で疲弊していること、荊州の人間が曹操に心服していないことを挙げ、関羽が指揮を執る精兵の水軍と劉琦が指揮を執る江夏軍が、孫権軍に協力すれば必ずや曹操を破ることができる」と説いた。
諸葛亮の発言に大いに喜んだ孫権は即座に周瑜、程普らが指揮する水陸二万の兵を派遣し、劉備、周瑜らは併力して疫病に悩まされていた曹操軍を、赤壁・烏林で撃破して敗走させたとされている。
『三国志』魏書武帝紀には、
「公（曹操）は赤壁に到着し、劉備と戦うが、不利だった。疫病が流行して、官吏士卒の多数が亡くなったので、撤退した」
と書かれている。
『三国志』魏書武帝紀に裴松之が付注した『山陽公載記』には、
「公（曹操）は軍船を劉備に焼かれ、華容道を陸路撤退したが、泥道で、倒れた歩兵を踏み越えて騎行したので、死者が多数出た」と書かれている。
『三国志』呉書周瑜伝には、
（周瑜は）「赤壁において遭遇した曹公の軍を劉備の軍と共に逆撃した。この際、軍には疫病が流行っていたため、一戦を交えると敗走し、長江北岸へ引き上げた」と書かれている。さらに黄蓋の建策による火計と偽降を仕掛け、「油断した曹操兵船に魚油を浸した薪を密かに搭載した小船（走舸）を乗りつけて、同時に発火させたので、強風にあおられて岸辺の陣まで悉く炎上し、焼死・溺死者が広がって（曹操）軍は敗退した。劉備と周瑜が追撃したので、曹公は、曹仁に江陵城で殿軍を命じ北帰した」と書かれている。
『三国志』呉書周瑜伝に裴松之が付注した『江表伝』には、
「時に東南の風が激しく吹き荒れ北船（曹操軍船）を焼き尽くして岸辺の陣営まで延焼させた後に周瑜らは渡渉し陸上から追撃をかけ、北軍は大壊し、曹公は敗走した」と書かれている。
『三国志』蜀書先主伝には、
「先主（劉備）は孫権の派遣した周瑜・程普らの水軍数万と力を合わせ、赤壁で曹公を大いに破り、その船を焼いた。先主は、呉軍と共に水陸並進、追撃して南郡にいたり、曹公は、疾病による死者も多いため帰還した」と書かれている。
『三国志』呉書呉主伝には、
「周瑜と程普を左右の督とし、各一万の兵を領させ、劉備と共に進軍し赤壁で曹公を大いに破った」と書かれている。
笵曄『後漢書』考献帝紀には、
「曹操は水軍で孫権を討伐したが、烏林・赤壁で孫権の将周瑜に敗れた」と書かれている。
袁宏『後漢紀』考献皇帝紀には、
「曹操と周瑜は赤壁で戦い、曹操は大敗した」と書かれている。
『太平御覧』が引用する『英雄記』には、「曹操は赤壁から長江南岸へ渡ろうとしたが、船がなかったため筏を作って漢水沿いに川をくだって浦口に至った。曹操がすぐには渡ろうとしなかったため、周瑜は夜中に火を放たせ、筏に火燃えうつると、すぐに船を返して逃げかえった。数千艘の筏を燃やされた曹操はそのため夜中に逃走することになった。曹操は残った船を燃やして、敗残兵をまとめて撤退した。疫病で曹操軍の多くの役人・士卒が死亡した。」と書かれている。
『三国志』呉書呉主伝には、
「曹公軍の大半が飢えと病で亡くなった」と書かれている
。
周瑜、劉備らは、水陸並行して更に曹操を追撃して、南郡まで兵を進めた。曹操は、慣れない江水岸の地で疫病の流行に悩まされたこともあり、江陵を曹仁に、襄陽を楽進に託し、自らは北方に撤退したとされている。
赤壁の戦いの前後に孫権は合肥を攻撃したが、曹操は張喜に千人の兵と汝南で集めた兵を率いさせて合肥の救援に向かわせた。そして曹操配下の蔣済が流した、「軍勢4万が合肥の救援に向かっている」という偽情報を信じた孫権は即座に撤退したという。いつ孫権が合肥を攻撃したのかについては諸説あるが、孫盛は「赤壁の戦いで劉備が曹操を破った後、孫権が合肥を攻撃した」というのが正しいとしている。

## 南郡攻防戦

赤壁の戦いの場所

208年冬、南郡に進撃した周瑜軍は、曹仁と長江を挟んで対峙した。甘寧は夷陵城を奪取することを提案し、周瑜はこの提案を採用、甘寧は数百人の部隊で夷陵城を奪取した。曹仁は甘寧に対し即座に5000人規模の部隊を派遣し夷陵を包囲させた。このとき甘寧は降兵とあわせて僅かに千人あまりの兵を率いているだけであったが、包囲されても泰然として指揮をとった。周瑜は呂蒙の献策をいれて、凌統の部隊に守りをまかせ、自ら夷陵城を包囲する敵軍を攻撃して破り、夷陵を完全確保することに成功した。
その後、渡河したばかりの周瑜の先鋒部隊（数千人）に陥いれられた配下の将・牛金を、曹仁は僅か数十人で包囲網に突入して救出し、それを見た部下たちは「将軍は真に天人なり」と感嘆した。双方の軍隊が対峙を始めたが、この時、正面決戦の末に、周瑜は流れ矢を受けて重傷を負った。曹仁は周瑜重傷を知り、周瑜軍へ進撃した。しかし、周瑜は重傷のまま戦に臨み、曹仁の攻撃を退けた。交戦開始から一年を越え、曹仁は周瑜らに包囲されたため窮地に陥った。劉備は張飛に千人を預けて周瑜の指揮下に入れ、一方で周瑜から二千人を借り受け、軍勢を互いに送りあった上で協調して曹仁を討つことを提案した。周瑜はこれに同意し、自軍から二千の兵を選び劉備に預けた。その間、南部の四郡（武陵、長沙、桂陽、零陵）の太守は劉備に攻撃され戦死、降伏した。劉備は、劉琦を上表して荊州刺史に立て、荊州の南の四郡を併合し、徐州を追い出されて以来、初めて確固たる基盤を得た。後に一方でこの成果は孫権・周瑜の勝利に便乗したものであるため、後に劉備と孫権は四郡の帰属をめぐって争うことになる。 
また、関羽にも北道を封鎖された。李通・満寵らが関羽を攻撃し、関羽軍に突入し、戦いつつ前進し、曹仁軍を救出した。結局は曹仁らは江陵を捨て撤退した。こうして、周瑜らは江陵を占拠し、南郡を平定した。
曹操は揚州における陳蘭・梅成・雷緒らの反乱鎮圧に夏侯淵・張遼・于禁・張郃・臧覇を派遣する一方で、荊州に対しては劉巴を単身派遣するだけで効果的な手を打てず、一度は確保した荊州の南郡以南を全て失った。しかし襄陽郊外の青泥まで進出していた関羽と蘇非の二人を楽進が攻撃し撤退させ、周辺の異民族をも降伏させたため、襄陽一帯だけは確保することができた。

## 『三国志演義』における赤壁の戦い
小説『三国志演義』における赤壁の戦いの記述は、史実に基づきつつも創作が多々含まれている。
208年、華北を制した曹操が江南を平らげようと、7月に50万の兵を率いて南下を開始した。ちょうどそのころ劉表が死去し、後を継いだ劉琮と後見人の蔡瑁は曹操に降伏してしまう。曹操は荊州の兵を合わせ100万と号した。
劉備は、劉表死去の混乱に乗じて荊州を奪うという諸葛亮の進言を容れず、曹操軍に追われながらひたすら南に逃げるが、劉備を慕う数十万もの領民を引き連れたため進軍速度が上がらず、長坂坡で追いつかれてしまう。この危機を趙雲と張飛の活躍で逃れ（長坂の戦い）、夏口の劉琦の下へ落ち延びる。
一方、江東に勢力を伸ばしていた孫権は曹操南下の報に驚き、文官武官を集めて降伏するか戦うかの会議を始める。文官のほとんどは降伏を主張していたが、劉備の軍師である諸葛亮が訪問し、主戦論者の魯粛と共に孫権の説得を始める。孫権の兄・孫策の義兄弟でもある周瑜は曹操に降伏する考えであったが、諸葛亮は曹操が「二喬」（孫策の妻・大喬と周瑜の妻・小喬の姉妹）を欲しがっていると告げ、更に曹操の子・曹植がその望みを謳った詩「銅雀台賦」を諳んじたことで周瑜は激怒、孫権に対し主戦論を主張する。これによって孫権は開戦を決意し、自分の机を刀で切りつけ「これより降伏を口にした者は、この机と同じ運命になると思え」と言い放つ。
両軍は、長江に沿う赤壁で対峙した。周瑜は大軍を有する曹操を相手にするには火計しかないと判断し、計略を使いて荊州水軍の要である蔡瑁・張允を謀殺する。更に曹操の策によって偽りの降伏をしてきた蔡瑁の従弟の蔡中・蔡和を利用し、偽情報を曹操軍に流させる。将軍の黄蓋は火計の実行役になるため、周瑜に自ら苦肉の計を進言し、蔡中・蔡和を通じて曹操に偽の降伏を申し出る。
同時に周瑜は、諸葛亮の才が後々呉の災いになることを懸念し、わざと難題を与えて処断させることを目論んで「10万本の矢を集めて欲しい」と依頼する。しかし諸葛亮は、自ら3日と期日を決めた上で快諾する。果たして諸葛亮は、夜霧に乗じて藁人形を積んだ船を出し、曹操軍から矢を射掛けさせることで10万本の矢を回収する（草船借箭の計）。
また、周瑜は蔡中・蔡和を使って、当時まだ野にいた龐統を曹操軍に送り込み、船同士を鎖でつなげる「連環の計」を進言させる。これは水戦に不慣れですぐに船酔いしてしまう曹操軍の兵士のため、船の揺れを和らげる策という名目だったが、その真意は火計の際に船同士を延焼しやすくし、かつ逃げられないようにするためだった。曹操の陣営でただ一人、かつて劉備陣営にいた徐庶だけがこの策を看破したが、曹操に母親を殺されていた徐庶は真実を進言することなく、巻き添えを避けるために北方の馬騰の抑えになることを申し出て戦場から離れる。
問題は、当時の季節の10月は常に北西の風が吹く事だった。反対の東南から風が吹かないと、火計を用いても曹操軍の被害が広がらず、却って自分達の水軍に延焼する恐れがあった。周瑜の悩みを聞いた諸葛亮は東南の風を吹かせると言い、祭壇を作り祈祷する。やがて望んだ通りの東南の風が吹き始めた。
機は熟したとばかりに、黄蓋が投降を装って出船し、密かに積んでいた藁に火をつけて曹操軍に突撃する。「連環の計」のため互いの切り離しが間に合わない曹操軍の船は次々と炎上し、地上に配していた陣にも東南の風で火が燃え広がり、曹操軍は散々に打ち破られる。乱戦に乗じて周瑜が自分を殺そうとしている事を察知した諸葛亮は、東南の風が吹いた直後にその風を利用して劉備の下へ逃げ去る。
一方、劉備軍は諸葛亮の指示の下、曹操の退却先に伏兵を置き、舞い込んできた曹操と残った軍に追い討ちをかける。しかし諸葛亮は「今曹操は天命がつきておらず、殺す事は不可能であるし、殺しても今度は呉が強大になって対抗できなくなるだろう」と判断し、曹操に恩がある関羽をわざと伏兵に置き、あえて関羽が曹操に対し恩を返す機会として与え、関羽が曹操を逃がすのを黙認する。
こうして曹操は荊州の大半を手放さざるを得ず、以後荊州は劉備と孫権の係争地になる。

## 赤壁の位置
赤壁の古戦場と伝えられる場所は、長江・漢水沿いに数箇所存在する。その是非については現在も議論があるが、有名なものは以下の2箇所である。
1. 湖北省蒲圻市（1998年に赤壁市へ改称）西南の長江南岸に位置する赤壁山（北緯29度52分31秒 東経113度37分51秒 / 北緯29.875149度 東経113.630928度）。実際の古戦場として現在最も有力視され、「三国赤壁」または「武赤壁」と呼ばれている。中国の5A級観光地（2018年認定）[11]。
2. 湖北省黄岡市黄州区西北の長江北岸に位置する赤鼻山（北緯30度26分59秒 東経114度52分00秒 / 北緯30.449741度 東経114.866677度）。北宋の文人である蘇軾（蘇東坡）が名作『赤壁賦』を創作したことで著名であり、「東坡赤壁」または「文赤壁」と呼ばれる。実際の古戦場ではないことが明らかになっているが、晩唐の詩人杜牧が詩に詠んだことから古戦場と見なされるようになり、蘇軾の作品によって他の比定地より突出して有名になってしまった。但し、杜牧・蘇軾の両者とも、ここが古戦場ではないことを承知の上で作品を書いたらしい[12]。なお、東坡赤壁は長江の流れが変遷したため、現在は長江に面していない。